# امیلی مورتیمر
امیلی کاتلین آن مورتیمر (به انگلیسی: Emily Kathleen Anne Mortimer) (زاده ۱ دسامبر ۱۹۷۱ در لندن) بازیگر انگلیسی است. وی بیشتر به خاطر حضور در فیلم جزیره شاتر مشهور است. امیلی مورتیمر همچنین صدا پیشگی نقش سوفی در نسخه انگلیسی زبان فیلم قلعه متحرک هاول (۲۰۰۴) را اجرا کرده‌است.

## فیلم‌شناسی

### سینما
- شبح و ظلمت (۱۹۹۶)
- قدیس (۱۹۹۷)
- الیزابت (۱۹۹۸)
- ناتینگ هیل (۱۹۹۹)
- جیغ ۳ (۲۰۰۰)
- درد بیهوده عشق (۲۰۰۰)
- بچه (۲۰۰۰)
- دوست‌داشتنی و شگفت‌انگیز (۲۰۰۱)
- ایالت پنجاه و یکم (۲۰۰۲)
- چیزهای روشن جوان (۲۰۰۳)
- قصر متحرک هاول (۲۰۰۴)
- امتیاز نهایی (۲۰۰۵)
- فرانکی عزیز (۲۰۰۵)
- پاریس، دوستت دارم (۲۰۰۶)
- پلنگ صورتی (۲۰۰۶)
- لارس و دختر واقعی (۲۰۰۷)
- نظریه آشوب (۲۰۰۷)
- قطار سیبری (۲۰۰۸)
- کمربند قرمز (۲۰۰۸)
- پلنگ صورتی ۲ (۲۰۰۹)
- هری براون (۲۰۰۹)
- جزیره شهر (۲۰۰۹)
- جزیره شاتر (۲۰۱۰)
- لئونی (۲۰۱۰)
- ماشین‌ها ۲ (۲۰۱۱)
- برادر ابله ما (۲۰۱۱)
- هیوگو (۲۰۱۱)
- ریو، دوستت دارم (۲۰۱۴)
- ده هزار قدیس (۲۰۱۵)
- حس یک پایان (۲۰۱۷)
- کتاب‌فروشی (۲۰۱۷)
- ذهن سفید (۲۰۱۸)
- وضعیت خوب (۲۰۱۹)
- ماری (۲۰۱۹)
- فیل (۲۰۱۹)
- یادگار (۲۰۲۰)

### تلویزیون
- شارپ (۱۹۹۳)
- شاهد خاموش (۱۹۹۶)
- آدمکشان میدسامر (۱۹۹۷)
- ۳۰ راک (۲۰۰۷)
- اتاق خبر (۲۰۱۲–۱۴)